# ヘヴンリーロマンス
ヘヴンリーロマンス（欧字名:Heavenly Romance、2000年3月5日 - ）は、日本の競走馬、繁殖牝馬。
2005年の天皇賞（秋）（GI）優勝馬。その他の勝ち鞍に、2004年の阪神牝馬ステークス（GII）、2005年の札幌記念（GII）。
主戦騎手は松永幹夫。馬名の由来は、英語で「神々しい恋愛」という意味。

## 戦績

### 2歳 - 3歳
ヘヴンリーロマンスの初出走は2002年11月30日、阪神競馬場での新馬戦であったが、のちに牝馬三冠を達成するスティルインラブから1秒離された6着に敗れた。その後、徐々に着順を上げてゆき、明け3歳となった2003年1月26日、京都競馬場で行われた未勝利戦で4戦目にして初勝利を挙げた。だが初勝利後、4か月の休養に入ったため、桜花賞とオークスには出走できなかった。
休養後、5月の中京競馬で復帰。詰めが甘くてなかなか勝ち上がれなかったが、7月の函館の500万下条件戦を何とか勝ち上がって、秋を迎えた。
重賞初挑戦は、秋華賞トライアルのローズステークスだったが、アドマイヤグルーヴの6着に敗れ、秋華賞に出走することはできなかった。それでも、1000万下条件戦を勝ち上がって、エリザベス女王杯に出走。GI初挑戦となったこのレースは10着に敗れた。その後はゴールデンホイップトロフィー、オリオンステークスと準オープンを2戦したが、2戦とも2着に終わった。

### 4歳
4歳になって古馬になったヘヴンリーロマンスは3月の阪神競馬で復帰すると、5月にメイステークス（準オープン）で勝利し、オープン入りを果たした。しかしその後は、愛知杯10着、マーメイドステークス5着、府中牝馬ステークス7着と苦戦を強いられ、準オープンに降級した。だが、降級3戦目のゴールデンホイップトロフィー（準オープン）で勝利してオープン馬に返り咲くと、2004年12月19日に行われた阪神牝馬ステークスも勝ち、重賞初制覇を果たした。

### 5歳春 - 夏
重賞初制覇を果たしたヘヴンリーロマンスだったが、一転して春シーズンは不振を極めた。京都牝馬ステークス6着、フェブラリーステークス11着、中山牝馬ステークス10着、福島牝馬ステークス10着と掲示板すら載れず、放牧に出されることになった。だが、このリフレッシュ放牧がのちに功を奏することになる。
リフレッシュ放牧後の8月14日、札幌競馬場で行われたクイーンステークスでハナ差の2着になり復調。さらに連闘で札幌記念に挑み、牡馬を相手に優勝したため、秋の目標をエリザベス女王杯から天皇賞（秋）に変更した。

### 天覧競馬で波乱の立役者に
そして10月30日、戦後初の天覧競馬として施行されたエンペラーズカップ100年記念・天皇賞（秋）ではレースの1000m通過が62.4秒、上がり3ハロンが33秒6というスローペースで上がり勝負のレースとなったが、接戦の末GIのタイトルを獲得した。牝馬による天皇賞の優勝は1997年秋のエアグルーヴ以来8年ぶりであった。
この競走には、同年の宝塚記念で牡馬を退けて優勝したスイープトウショウ、前年の天皇賞（秋）2着馬で桜花賞優勝馬のダンスインザムード、エアグルーヴの娘でエリザベス女王杯2勝で前年の天皇賞（秋）3着馬のアドマイヤグルーヴと、3頭もの強い牝馬が出走していたことと、札幌記念の勝利がフロック視されていたこともあって、ヘヴンリーロマンスは14番人気であった。これは、ギャロップダイナの13番人気を下回る低人気での優勝となっている。また、鞍上の松永幹夫は、牝馬限定以外のJRAでのGI競走は初勝利であった。
レース終了後、松永はウイニングランの後、踵を返してヘヴンリーロマンスをメインスタンドへ向かわせて帽子を脱ぎ、競走を天覧した天皇・皇后に鞍上から最敬礼した。

### 天皇賞後
天皇賞後、ヘヴンリーロマンスはジャパンカップと有馬記念に出走したが、ジャパンカップは7着、有馬記念は6着に終わり、有馬記念を最後に現役を引退した。
ヘヴンリーロマンスは、エアグルーヴ以来の牝馬による秋の天皇賞制覇を達成したが、JRA賞最優秀4歳以上牝馬の座は、同年に宝塚記念、エリザベス女王杯と2つのGIを制したスイープトウショウに攫われ、選出されなかった。

## 競走成績
以下の内容は、netkeiba.comの情報に基づく。 　
| 競走日     | 競馬場 | 競走名              | 格     | 距離（馬場）  | 頭数 | 枠番 | 馬番 | オッズ （人気） | 着順 | タイム （上がり3F） | 着差 | 騎手         | 斤量[kg] | 1着馬（2着馬）         | 馬体重 |
| ---------- | ------ | ------------------- | ------ | ------------- | ---- | ---- | ---- | --------------- | ---- | ------------------- | ---- | ------------ | -------- | ---------------------- | ------ |
| 2002.11.30 | 阪神   | 2歳新馬             |        | 芝1400m（良） | 16   | 6    | 12   | 014.7（05人）   | 06着 | 01:23.2（35.0）     | -1.0 | 松永幹夫     | 53       | スティルインラブ       | 500    |
| 0000.12.22 | 阪神   | 2歳新馬             |        | 芝2000m（重） | 8    | 8    | 8    | 010.4（04人）   | 03着 | 02:04.8（35.5）     | -0.3 | 松永幹夫     | 53       | カツラダンスオー       | 502    |
| 2003.01.11 | 京都   | 3歳未勝利           |        | ダ1800m（稍） | 16   | 6    | 12   | 005.6（02人）   | 02着 | 01:55.6（38.7）     | -0.2 | 松永幹夫     | 54       | ウシュアイア           | 496    |
| 0000.01.26 | 京都   | 3歳未勝利           |        | ダ1800m（不） | 8    | 1    | 1    | 001.0（01人）   | 01着 | 01:54.3（38.8）     | -0.5 | 松永幹夫     | 54       | （チェリーヴァレー）   | 494    |
| 0000.05.24 | 中京   | 3歳500万下          |        | 芝2000m（良） | 18   | 5    | 9    | 012.2（06人）   | 02着 | 02:03.2（34.7）     | -0.0 | 松永幹夫     | 54       | タンザナイト           | 500    |
| 0000.06.28 | 函館   | 遊楽部特別          | 500万  | 芝1800m（良） | 14   | 2    | 2    | 002.7（01人）   | 02着 | 01:51.7（35.9）     | -0.2 | 松永幹夫     | 52       | セイランクイーン       | 506    |
| 0000.07.13 | 函館   | 陸奥湾特別          | 500万  | 芝2000m（良） | 8    | 6    | 6    | 012.9（04人）   | 03着 | 02:03.7（35.5）     | -0.3 | 松永幹夫     | 52       | スローバラード         | 516    |
| 0000.07.26 | 函館   | 3歳以上500万下      |        | 芝1800m（良） | 12   | 4    | 5    | 002.8（02人）   | 01着 | 01:48.7（36.1）     | -0.4 | 松永幹夫     | 52       | （インコグニート）     | 510    |
| 0000.08.02 | 函館   | かもめ島特別        | 1000万 | 芝1800m（稍） | 12   | 1    | 1    | 003.0（01人）   | 02着 | 01:52.3（36.6）     | -0.1 | 松永幹夫     | 52       | ヤマニンスフィアー     | 510    |
| 0000.09.21 | 阪神   | ローズS             | GII    | 芝2000m（良） | 12   | 7    | 10   | 050.3（07人）   | 06着 | 02:02.5（35.5）     | -1.0 | 松永幹夫     | 54       | アドマイヤグルーヴ     | 498    |
| 0000.10.19 | 京都   | 3歳以上1000万下     |        | 芝2000m（良） | 13   | 8    | 14   | 005.4（03人）   | 01着 | 01:59.6（34.7）     | -0.1 | 松永幹夫     | 53       | （シゲルゴッドハンド） | 496    |
| 0000.11.16 | 京都   | エリザベス女王杯    | GI     | 芝2200m（良） | 15   | 4    | 6    | 041.5（09人）   | 10着 | 02:12.5（35.3）     | -0.7 | 松永幹夫     | 54       | アドマイヤグルーヴ     | 500    |
| 0000.12.06 | 阪神   | ゴールデンホイップT | 1600万 | 芝2000m（良） | 11   | 2    | 2    | 004.5（01人）   | 02着 | 01:59.1（35.6）     | -0.0 | D.オリヴァー | 55       | タケハナオペラ         | 494    |
| 0000.12.27 | 阪神   | オリオンS           | 1600万 | 芝2200m（良） | 9    | 1    | 1    | 004.4（02人）   | 02着 | 02:13.9（35.7）     | -0.3 | 松永幹夫     | 54       | サクラセンチュリー     | 500    |
| 2004.03.28 | 阪神   | 但馬S               | 1600万 | 芝2000m（良） | 9    | 2    | 2    | 004.6（03人）   | 03着 | 02:01.4（34.1）     | -0.1 | 角田晃一     | 55       | ツルマルヨカニセ       | 504    |
| 0000.04.17 | 阪神   | 難波S               | 1600万 | 芝2000m（良） | 11   | 1    | 1    | 002.4（01人）   | 08着 | 02:02.1（34.6）     | -0.9 | 松永幹夫     | 55       | エアセレソン           | 500    |
| 0000.05.02 | 東京   | メイS               | 1600万 | 芝1800m（良） | 10   | 8    | 9    | 005.0（03人）   | 01着 | 01:46.4（33.1）     | -0.2 | 吉田豊       | 55       | （オトコノユウジョウ） | 498    |
| 0000.06.06 | 中京   | 愛知杯              | GIII   | 芝2000m（稍） | 18   | 8    | 16   | 005.0（01人）   | 10着 | 02:02.4（38.7）     | -1.8 | 松永幹夫     | 54       | メモリーキアヌ         | 504    |
| 0000.07.11 | 阪神   | マーメイドS         | GIII   | 芝2000m（良） | 10   | 8    | 10   | 009.0（04人）   | 05着 | 02:00.9（35.4）     | -0.9 | 松永幹夫     | 55       | アドマイヤグルーヴ     | 496    |
| 0000.10.17 | 東京   | 府中牝馬S           | GIII   | 芝1800m（良） | 16   | 6    | 12   | 029.6（11人）   | 07着 | 01:46.8（34.1）     | -0.6 | 松永幹夫     | 55       | オースミハルカ         | 498    |
| 0000.11.07 | 東京   | ユートピアS         | 1600万 | 芝1600m（良） | 9    | 8    | 8    | 004.2（03人）   | 04着 | 01:35.1（33.1）     | -0.6 | 吉田豊       | 55       | スターリーヘヴン       | 494    |
| 0000.11.21 | 京都   | 古都S               | 1600万 | 芝2200m（良） | 11   | 2    | 2    | 008.8（04人）   | 02着 | 02:17.5（33.0）     | -0.1 | 松永幹夫     | 55       | アイポッパー           | 502    |
| 0000.12.04 | 阪神   | ゴールデンホイップT | 1600万 | 芝1600m（良） | 14   | 5    | 8    | 007.2（04人）   | 01着 | 01:33.4（34.5）     | -0.3 | 内田博幸     | 56       | （アサクサデンエン）   | 502    |
| 0000.12.19 | 阪神   | 阪神牝馬S           | GII    | 芝1600m（良） | 16   | 1    | 2    | 006.7（03人）   | 01着 | 01:34.0（34.3）     | -0.2 | 松永幹夫     | 55       | （メイショウバトラー） | 502    |
| 2005.01.30 | 京都   | 京都牝馬S           | GIII   | 芝1600m（良） | 15   | 6    | 11   | 003.5（02人）   | 06着 | 01:35.4（33.1）     | -0.4 | 松永幹夫     | 56       | アズマサンダース       | 506    |
| 0000.02.20 | 東京   | フェブラリーS       | GI     | ダ1600m（不） | 15   | 2    | 2    | 085.4（10人）   | 11着 | 01:36.0（36.9）     | -1.3 | 松永幹夫     | 55       | メイショウボーラー     | 490    |
| 0000.03.12 | 中山   | 中山牝馬S           | GIII   | 芝1800m（良） | 16   | 4    | 8    | 006.6（03人）   | 10着 | 01:50.1（34.5）     | -0.4 | 松永幹夫     | 56       | ウイングレット         | 498    |
| 0000.04.24 | 福島   | 福島牝馬S           | GIII   | 芝1800m（良） | 16   | 3    | 6    | 006.9（05人）   | 10着 | 01:50.1（34.6）     | -0.7 | 松永幹夫     | 55       | メイショウオスカル     | 502    |
| 0000.08.14 | 札幌   | クイーンS           | GIII   | 芝1800m（良） | 14   | 4    | 5    | 043.0（10人）   | 02着 | 01:46.7（34.2）     | -0.0 | 松永幹夫     | 55       | レクレドール           | 516    |
| 0000.08.21 | 札幌   | 札幌記念            | GII    | 芝2000m（良） | 14   | 3    | 4    | 017.7（09人）   | 01着 | 02:01.1（35.9）     | -0.0 | 松永幹夫     | 54       | （ファストタテヤマ）   | 512    |
| 0000.10.30 | 東京   | 天皇賞（秋）        | GI     | 芝2000m（良） | 18   | 1    | 1    | 075.8（14人）   | 01着 | 02:00.1（32.7）     | -0.0 | 松永幹夫     | 56       | （ゼンノロブロイ）     | 510    |
| 0000.11.27 | 東京   | ジャパンC           | GI     | 芝2400m（良） | 18   | 5    | 10   | 019.5（08人）   | 07着 | 02:22.7（35.5）     | -0.6 | 松永幹夫     | 55       | アルカセット           | 508    |
| 0000.12.25 | 中山   | 有馬記念            | GI     | 芝2500m（良） | 16   | 4    | 7    | 056.5（08人）   | 06着 | 02:32.5（34.9）     | -0.6 | 松永幹夫     | 55       | ハーツクライ           | 508    |

## 繁殖成績
2006年より生まれ故郷のノースヒルズマネジメント(現・ノースヒルズ)にて繁殖牝馬となり、初年度・2年度と続けて2004年の東京優駿（日本ダービー）優勝馬キングカメハメハと交配され、2年続けて牡馬を出産している。2010年1月にジャングルポケットの仔を抱えた状態でアメリカに渡り、現地で繁殖生活を送ることになった。2010年7月11日に2番仔のヴェイロンが福島の新馬で優勝し、産駒の初勝利を挙げた。
2015年に入ると、5番仔のアムールブリエがエンプレス杯に勝利し、産駒による重賞初勝利を飾った。次いで4番仔のアウォーディーもシリウスステークスで優勝した。
2016年には、6番仔のラニがUAEダービーで優勝し、産駒による海外重賞初勝利を飾った。
2016年11月3日、武豊騎手騎乗で、アウォーディーがJBCクラシックを優勝し、産駒初の中央・地方交流統一GI初制覇した。
|        | 馬名               | 誕生年 | 性 | 毛色 | 父                 | 馬主                         | 厩舎                                           | 戦績     | 備考           |
| ------ | ------------------ | ------ | -- | ---- | ------------------ | ---------------------------- | ---------------------------------------------- | -------- | -------------- |
| 初仔   | コードゼット       | 2007年 | 牡 | 栗毛 | キングカメハメハ   | 前田幸治                     | 栗東・松永幹夫 →船橋・山中尊徳                 | 34戦1勝  | (引退)         |
| 2番仔  | ヴェイロン         | 2008年 | 牡 | 栗毛 | キングカメハメハ   | 前田幸治                     | 栗東・松永幹夫 →栗東・吉村圭司 →園田・住吉朝男 | 26戦2勝  | (引退)         |
| 3番仔  | ウイニングサルート | 2009年 | 牡 | 栗毛 | フレンチデピュティ | （株）ノースヒルズ           | 栗東・松永幹夫                                 | 13戦2勝  | (引退)         |
| 4番仔  | アウォーディー     | 2010年 | 牡 | 鹿毛 | ジャングルポケット | 前田幸治                     | 栗東・松永幹夫                                 | 42戦10勝 | (死亡)         |
| 5番仔  | アムールブリエ     | 2011年 | 牝 | 鹿毛 | Smart Strike       | 前田幸治                     | 栗東・松永幹夫                                 | 25戦10勝 | (引退・繁殖)   |
| 6番仔  | ラニ               | 2013年 | 牡 | 芦毛 | Tapit              | 前田葉子 →前田幸治           | 栗東・松永幹夫                                 | 17戦3勝  | (引退・種牡馬) |
| 7番仔  | キエレ             | 2014年 | 牝 | 栗毛 | Distorted Humor    | 前田幸治                     | 栗東・松永幹夫                                 | 6戦0勝   | (引退・繁殖)   |
| 8番仔  | イグレット         | 2015年 | 牝 | 栗毛 | Distorted Humor    | 前田幸治                     | 栗東・松永幹夫 →小林・堀千亜樹                 | 27戦2勝  | (引退・繁殖)   |
| 9番仔  | ゼルク             | 2016年 | 騸 | 鹿毛 | Awesome Again      | 前田晋二                     | 栗東・松永幹夫 →小林・堀千亜樹                 | 25戦1勝  | (引退)         |
| 10番仔 | Tapit's Angel      | 2018年 | 牝 | 芦毛 | Tapit              |                              |                                                |          | （繁殖）       |
| 11番仔 | カウピリ           | 2020年 | 牝 | 芦毛 | Frosted            | （株）ノースヒルズ →前田幸治 | 栗東・松永幹夫 →大井・上杉昌宏                 | 14戦0勝  | （引退）       |
| 12番仔 | ディフェリ         | 2021年 | 牝 | 鹿毛 | Mendelssohn        | （株）ノースヒルズ           | 栗東・松永幹夫                                 | 3戦0勝   | （引退）       |
| 13番仔 | アインプレーゲン   | 2022年 | 牡 | 栗毛 | Mendelssohn        | （株）ノースヒルズ           | 栗東・松永幹夫 →栗東・井上智史                 | 2戦0勝   | （現役）       |

- 2025年4月25日現在

## 血統表
| ヘヴンリーロマンスの血統                          | ヘヴンリーロマンスの血統          | ヘヴンリーロマンスの血統          | （血統表の出典）                  | （血統表の出典） |
| 父系                                              | サンデーサイレンス系              | サンデーサイレンス系              | サンデーサイレンス系              | [ § 2 ]          |
| 父 *サンデーサイレンス Sunday Silence 1986 青鹿毛 | 父の父Halo 1969 黒鹿毛            | Hail to Reason                    | Turn-to                           | Turn-to          |
| 父 *サンデーサイレンス Sunday Silence 1986 青鹿毛 | 父の父Halo 1969 黒鹿毛            | Hail to Reason                    | Nothirdchance                     |                  |
| 父 *サンデーサイレンス Sunday Silence 1986 青鹿毛 | 父の父Halo 1969 黒鹿毛            | Cosmah                            | Cosmic Bomb                       | Cosmic Bomb      |
| 父 *サンデーサイレンス Sunday Silence 1986 青鹿毛 | 父の父Halo 1969 黒鹿毛            | Cosmah                            | Almahmoud                         |                  |
| 父 *サンデーサイレンス Sunday Silence 1986 青鹿毛 | 父の母Wishing Well 1975 鹿毛      | Understanding                     | Promised Land                     | Promised Land    |
| 父 *サンデーサイレンス Sunday Silence 1986 青鹿毛 | 父の母Wishing Well 1975 鹿毛      | Understanding                     | Pretty Ways                       |                  |
| 父 *サンデーサイレンス Sunday Silence 1986 青鹿毛 | 父の母Wishing Well 1975 鹿毛      | Mountain Flower                   | Montparnasse                      | Montparnasse     |
| 父 *サンデーサイレンス Sunday Silence 1986 青鹿毛 | 父の母Wishing Well 1975 鹿毛      | Mountain Flower                   | Edelweiss                         |                  |
| 母 *ファーストアクト First Act 1986 鹿毛          | 母の父Sadler's Wells 1981 鹿毛    | Northern Dancer                   | Nearctic                          | Nearctic         |
| 母 *ファーストアクト First Act 1986 鹿毛          | 母の父Sadler's Wells 1981 鹿毛    | Northern Dancer                   | Natalma                           |                  |
| 母 *ファーストアクト First Act 1986 鹿毛          | 母の父Sadler's Wells 1981 鹿毛    | Fairy Bridge                      | Bold Reason                       | Bold Reason      |
| 母 *ファーストアクト First Act 1986 鹿毛          | 母の父Sadler's Wells 1981 鹿毛    | Fairy Bridge                      | Special                           |                  |
| 母 *ファーストアクト First Act 1986 鹿毛          | 母の母Arkadina 1969 鹿毛          | Ribot                             | Tenerani                          | Tenerani         |
| 母 *ファーストアクト First Act 1986 鹿毛          | 母の母Arkadina 1969 鹿毛          | Ribot                             | Romanella                         |                  |
| 母 *ファーストアクト First Act 1986 鹿毛          | 母の母Arkadina 1969 鹿毛          | Natashka                          | Dedicate                          | Dedicate         |
| 母 *ファーストアクト First Act 1986 鹿毛          | 母の母Arkadina 1969 鹿毛          | Natashka                          | Natasha                           |                  |
| 母系(F-No.)                                       | Natashka系(FN:13-c)               | Natashka系(FN:13-c)               | Natashka系(FN:13-c)               | [ § 3 ]          |
| 5代内の近親交配                                   | Hail to Reason 3×5、Almahmoud 4×5 | Hail to Reason 3×5、Almahmoud 4×5 | Hail to Reason 3×5、Almahmoud 4×5 | [ § 4 ]          |
| 出典                                              | 1. 2. 3. 4.                       | 1. 2. 3. 4.                       | 1. 2. 3. 4.                       | 1. 2. 3. 4.      |

- 5代母Vagrancyは1942年のCCAオークス勝ち馬。
- 3代母Natashkaは1966年のアラバマステークス勝ち馬。
- 従兄弟にステイヤーズステークス勝ち馬のサージュウェルズがいる。
- 母ファーストアクトの姉Gold And Purpleの曾孫にマーメイドステークス勝ち馬のウインマイティーがいる。
- そのほかの主な近親に優駿牝馬勝ち馬のシルクプリマドンナ、日経新春杯など重賞3勝のパフォーマプロミスがいる。